# Princeton (Idaho)
Princeton – miejscowość spisowa (niemunicypalna) w Stanach Zjednoczonych, w stanie Idaho, w hrabstwie Latah.